# Vollenhovia benzai
Vollenhovia benzai is een mierensoort uit de onderfamilie van de Myrmicinae. De wetenschappelijke naam van de soort is voor het eerst geldig gepubliceerd in 1997 door Terayama & Kinomura.